# Nemesia pavani
Nemesia pavani is een spinnensoort in de taxonomische indeling van de bruine klapdeurspinnen (Nemesiidae).
Nemesia pavani werd in 1978 beschreven door Dresco.